# 唐銘琳
唐 銘琳（とう めいりん、繁体字中国語: 唐 銘琳、英語: Tang Minglin、1998年2月3日 - ）は、中国の女子ラグビー選手。

## プロフィール
- 中国出身[1]。
- ポジションはセンター(CTB)。
- 身長 165cm、体重 60kg

## 略歴
2021年、東京五輪の7人制女子中国代表に選ばれた。